# Viktorín Boček z Kunštátu a Poděbrad
Viktorín z Poděbrad (1403? – 1. ledna nebo 4. ledna 1427 Pardubice) byl český šlechtic z rodu pánů z Kunštátu, husitský válečník a otec krále Jiřího z Poděbrad.
Jeho otcem byl Boček starší z Poděbrad. První písemná zmínka o Viktorínovi pochází z roku 1417. Viktorín stejně jako další příslušníci jeho rodu se někdy uváděl s příjmením Boček, což bylo v tomto rodu historicky oblíbené jméno po jednom z jeho zakladatelů, Bočkovi z Jaroslavic a ze Zbraslavi.
Po vypuknutí husitských válek se Viktorín stal významným velitelem husitských vojsk. V roce 1420 se účastnil obléhání a bitvy pod Vyšehradem, pravděpodobně byl zástupcem hlavního velitele Hynka Krušiny z Lichtenburka. Po bitvě působil jako jedna z čelních osobností v Praze, avšak kvůli intrikám z Prahy odešel. Uchýlil se na Poděbrady a pobýval i na hradě Litice, po obou sídlech se též v tomto období psal. Roku 1421 se navrátil do Prahy jako pražský vojenský hejtman. Pohyboval se ve vysoké politice, která se uskutečňovala nejen na úrovni státních záležitostí, ale i na úrovni různých politických i osobních zájmů mezi jednotlivými husitskými hejtmany či seskupeními. Se svým bratrem Hynkem se Viktorín často účastnil tažení na Moravu, kde měli páni z Kunštátu své rodové majetky. Měl blízko k Janu Žižkovi, podle Starých letopisů českých byl jedním z těch, které umírající Žižka pověřil vykonáním své poslední vůle. S pražany se Viktorín později rozešel a přiklonil se k táborům. Zúčastnil se mnohých bitev, z nichž jednou z nejvýznamnějších a zároveň poslední byla bitva u Ústí nad Labem v roce 1426. Viktorín zemřel půl roku po ní, buď 1. nebo 4. ledna 1427.

## Rodina
- manželka Anna z Vartenberka (?)[pozn. 2]
- syn Jiří z Kunštátu a Poděbrad, český král v letech 1458–1471.
- dcera Alžběta (1422–1501) ∞ Jindřich z Dubé a Lipé
- dcera Markéta (1425–1476) ∞ Bohuslav ze Žeberka a Plané